# 노순경
노순경(盧順敬, 1902년 11월 10일 ~ 1979년 3월 5일)은 한국의 세브란스병원 간호사, 독립운동가이다.
1919년 독립운동에 투신하기로 결심하고, 20여명의 동지들과 함께 태극기를 제작하여 독립만세 시위운동을 벌이다가 시위현장에서 체포되어 경성지방법원에서 제령 7호 위반으로 12월 18일에 징역 6개월을 선고받고 옥고를 치렀다.

## 사후
1995년 대통령 표창이 추서되었다.

## 관련작품
- 영화 《1919 유관순》 (2019년, 노순경 역 : 류의도)